# Codex Engelberg

Le Codex Engelberg (Engelberg, Stiftsbibliothek 314) est un manuscrit musical du dernier quart du XIVe siècle, originaire de l'abbaye bénédictine d'Engelberg, dans le canton d'Obwald, en Suisse.

## Description
De format 22,0 × 14,5 cm et contenant 171 folios sur papier, c'est l'un des plus importants manuscrits liturgiques du Moyen Âge tardif de Suisse. Il contenait à l'origine 182 folios, mais aujourd'hui sont manquants les folios 1-3, 7, 12-15, 26, 149, 170 et 178. Le codex a été compilé sur une longue période de temps et par plusieurs scribes, ce qui peut être évalué à partir des variations dans les couleurs de l'encre, les types de scripts, la forme des notes et des rubriques. La seule date déductible grâce au calendrier de la fête de Pâques, est 1372 (fos 75v-78). Dans de nombreux cas, la copie du texte a précédé celle de la musique, bien que certains scribes semblent alterner entre syllabes, mots et phrases musicales. Le Codex Engelberg contient des exemples de chants sacrés en allemand, un drame de Pâques, des tropes, séquences et des motets.
Une édition complète en fac-similé a été publiée en 1986 par Amadeus Verlag (Bernhard Päuler), Winterthur (Suisse), pour la Société Suisse de Musicologie.

## Enregistrement
Un enregistrement de 18 pièces extraites du Codex, intitulé Engelberg 314 par la Schola Cantorum Basiliensis, a été effectué en mars 1986 et publié par Deutsche Harmonia Mundi (Fiche sur medieval.org).